# Jungerth-Arnóthy Mihály
Jungerth-Arnóthy Mihály (születésekor: Jungerth Mihály, az Arnóthy nevet 1933-ban vette fel; Bácsordas, 1883. március 13. – Budapest, 1957. szeptember 11.) magyar diplomata, külügyminiszter-helyettes (1944), 1945 előtt több országban követként képviselte Magyarországot.

## Pályafutása
Jogi egyetemet végzett, majd 1907-ben kezdett dolgozni az Osztrák–Magyar Monarchia közös pénzügyminisztériumában, ahol 1914-től Thallóczy Lajos, a minisztérium balkáni szakértője, ismert történetíró titkáraként kezdte államigazgatási pályafutását. 1908-ban a monarchia annektálta Bosznia-Hercegovinát, a bekebelezett tartományok ügyei Tallóczyhoz kerültek. Jungerth is részt vett az intézésben, s ebben az időben tanult meg szerbül. 1916-ban a belgrádi katonai főkormánybiztosság polgári osztályát vezette. 1918-ban került át az akkor alakult magyar külügyminisztérium állományába, ahol 1920-tól hadifogoly ügyekkel foglalkozott.
Szerb nyelvismeretének is szerepe volt abban, hogy a Szovjet-Oroszországban levő hadifoglyok hazahozatalával foglalkozott (akkor még nagyon kevesen tudtak Magyarországon oroszul). Jungerth így fokozatosan orosz szakértővé vált.
A magyarországi Tanácsköztársaság idején folytatta a hadifoglyok hazahozatalával kapcsolatos munkáját, és a proletárdiktatúra első időszakában lojális magatartást tanúsított az új kormányzattal szemben, sőt megérintették a kommunista eszmék: feljegyzéseiben erősen bírálta a millióikat visszasíró kisajátított gazdagokat. A Tanácsköztársaság végső heteiben azonban határozottan az ellenforradalom oldalára állt. A külügyi népbiztosságról így bekerülhetett a Horthy-rendszer külügyminisztériumába, ahol osztálytanácsosi rangban kezdetben újra a hadifogolyügyekkel foglalkozott.
Jungerth Koppenhágában és a a balti országokban folytatott tárgyalásokat a szovjet féllel a hadifoglyok cseréjéről, és ennek során jó kapcsolatot alakított ki többek között Makszim Makszimovics Litvinov későbbi külügyminiszterrel. Tárgyalásai során kialakult az az álláspontja, hogy az akkoriban Nyugaton és Magyarországon egyaránt elterjedt nézetekkel szemben nem várható a bolsevik hatalom gyors összeomlása, a Szovjetunió fennmaradásával hosszabb távon is számolni kell. Ez a véleménye kiváltotta egyes kollégáinak rosszallását, a bolsevikok iránti szimpátiával is megvádolták.
1923-1933 között a balti államokban és Finnországban vezette a magyar diplomáciai képviseleteket rendkívüli követ és meghatalmazott miniszteri rangban. 1924-ben a diplomáciai kapcsolatok felvételéről folytatott berlini magyar–szovjet tárgyalásokon a magyar küldöttség vezetője volt. 1933-tól 1935-ig Ankarában, 1935-től 1939-ig Moszkvában, 1939-től 1944-ig Szófiában volt magyar követ. 1944. április 6. és október 15. között a külügyminiszter állandó helyettese volt. Ebben a minőségében ismételten felhívta a Sztójay-kormány és Horthy Miklós kormányzó figyelmét a zsidóság deportálása által kiváltott nemzetközi felháborodásra és tiltakozásra. 1944 augusztusában szorgalmazta a Magyar Honvédség dél-erdélyi támadását. 1945-ben nyugdíjazták.

### Magyar–szovjet kapcsolatok
Pályafutásának egyik jelentős szakasza fűződik a magyar–szovjet kapcsolatok alakításához. Már az 1920-as évek elején részt vett a két ország közötti diplomáciai kapcsolatok létrehozásában, majd 1934-től, a szovjet fél által is elismert Szovjetunió-szakértőként, ő lett Magyarország első moszkvai követe. Tárgyalásai eredménye volt az a megállapodás, aminek értelmében Magyarország térítésmentesen, az egykori szentpétervári osztrák–magyar nagykövetségben élvezett rész-tulajdonjog fejében jutott hozzá örökös, ingyenes használatra (a szovjet kommunista rendszer a föld magántulajdonát, így az ingatlanvásárlás lehetőségét is eltörölte) első moszkvai követségi épületéhez, ami ma a Moszkvai Magyar Kulturális Intézet székhelye.

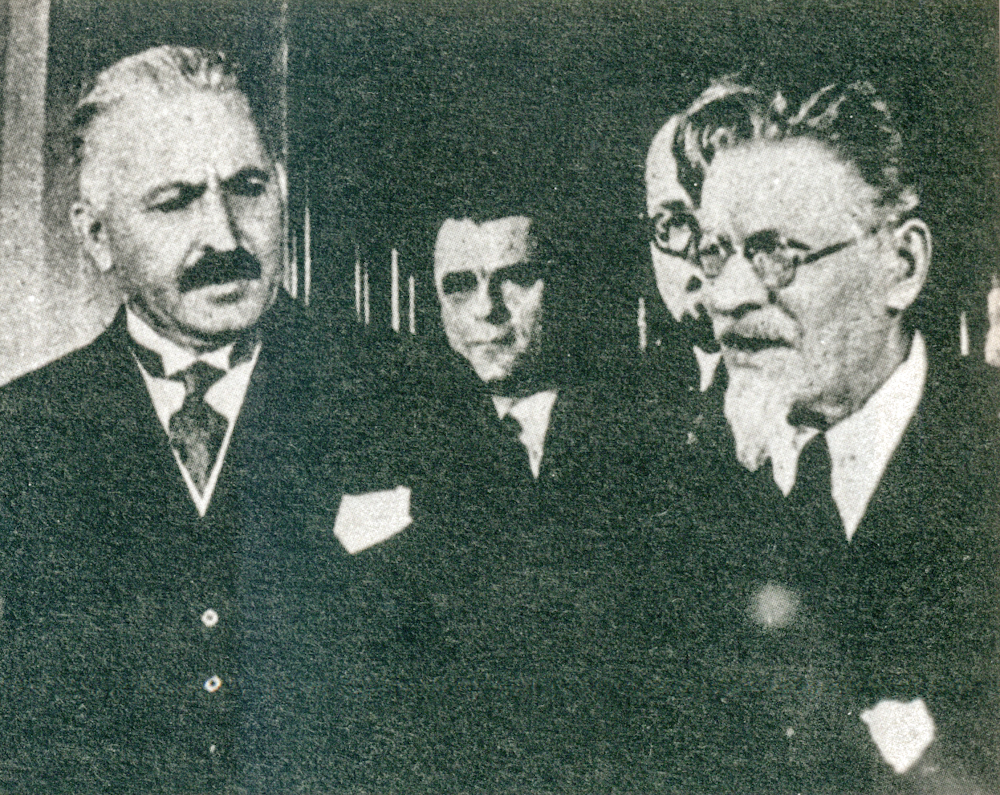
Jungerth-Arnóthy 1934. április 26-án megbízólevele átadásakor M. I. Kalinyin szovjet államfővel
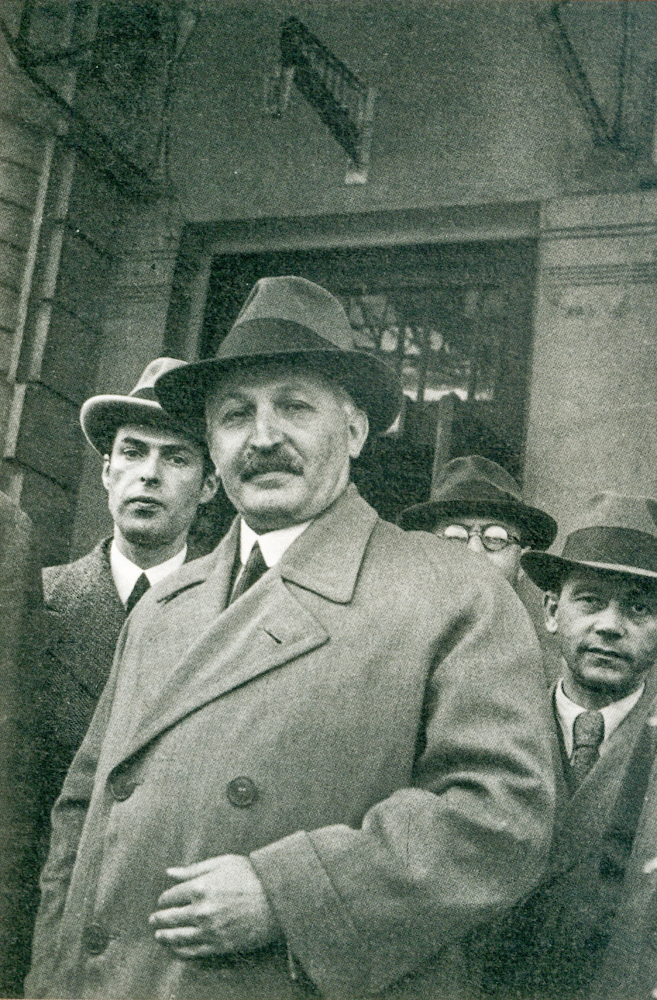
Jungerth-Arnóthy 1934-ben Moszkvában

## Művei
- Moszkvai napló; sajtó alá rend., tan., jegyz. Sipos Péter és Szűcs László; Zrínyi, Bp., 1989 (Sisak és cilinder sorozat)